# پنجزاری نوار طلایی
پنجزاری نوار طلایی (نام_علمی: Leiognathus daurus) نوعی ماهی است. حداکثر طول آن ۱۴ سانتیمتر است.

## مشخصات
جثه کوچک، بلند و خیلی فشرده، ناحیه سر و سینه بدون فلس، خط جانبی در زیر تا حدی در پشت انتهای باله پشتی خاتمه یافته و آخرین منافذ خط جانبی تحلیل یافته، باله پشتی دارای ۸ شعاع سخت و ۶ شعاع نرم و باله مخرجی دارای ۳شعاع سخت و ۱۵ شعاع نرم است. رنگ بدن در پشت نقره‌ای و یک لکه سیاه سه گوش بین پشت سر و باله پشتی وجود دارد.
زیست شناسی :در آب‌های کم عمق ساحلی زیست کرده، وارد آبهای مصبها نیز می‌شود .از سخت پوستان ریز و میگوها تغذیه می نماید.
نام‌های مورد استفاده در جنوب ایران:خاش و فروکو وکالر.
وسایل صید: ترال کف تور کیسه‌ای و تور گردان ساحلی.